# Wilson (Karolina Północna)
Wilson – miejscowość w Stanach Zjednoczonych, w stanie Karolina Północna, w hrabstwie Wilson.